# 塔塔馬國家自然公園
塔塔馬國家自然公園（西班牙語：Parque nacional natural Tatamá），是哥倫比亞的國家公園，位於該國西部喬科省、里薩拉爾達省和考卡山谷省，處於聖胡安河和考卡河流域，成立於1987年，面積519平方公里。